# Novoli
Novoli är en ort och kommun i provinsen Lecce i regionen Apulien i Italien. Kommunen hade 8 024 invånare (2017).